# Kim Jho Kwang Soo
Kim-Jho Gwang-Soo (en coreano: 김조광수), también conocido como Peter Kim, es un director de cine, guionista, productor de cine y activista de derechos LGBT de Corea del Sur.

## Carrera
Nació en el distrito de Seong-buk, Seúl. Hizo pública su orientación sexual en 2006, y legalmente cambió su nombre a Kim Jho Gwang-soo. Kim-Jho es uno de los pocos directores de cine abiertamente gay de Corea del Sur y ha participado en la producción de varios trabajos con temáticas LGBT,
Colaboró con el director Lee Song Hee-il para producir la película No Regret de 2006 , considerada como "la primera película gay coreana real". En 2008, dirigió y escribió su primer cortometraje, Boy Meets Boy, al que siguieron ¿Just Friends? (2009) y Love, 100 °C (2010). Su primer largometraje, Two Weddings and a Funeral, se estrenó en 2012.

## Vida personal
Celebró una ceremonia de boda pública y no legal con el distribuidor de películas David Kim Seung-hwan (su pareja desde 2004), en Seúl el 7 de septiembre de 2013, el primero de su tipo en el país que no reconoce el matrimonios del mismo sexo. Los preparativos para su boda y la ceremonia en sí fue el tema del documental de 2015 Jang Hee-sun My Fair Wedding.

## Filmografía

### Director
- 2008 Boy Meets Boy
- 2009 Just Friends?
- 2010 Ghost (Be With Me)
- 2010 LOVE, 100 °C
- 2012 Two Weddings and a Funeral
- 2014 One Night Only

### Guionista
- 2008 Boy Meets Boy
- 2009 Just Friends?
- 2010 Love, 100 °C
- 2014 One Night Only

### Productor
- 2001 Wanee & Junah
- 2002 Jealousy Is My Middle Name
- 2004 So Cute
- 2005 The Red Shoes
- 2006 No Regret
- 2006 Old Miss Diary
- 2007 Boys of Tomorrow
- 2007 Pornmaking for Dummies
- 2007 Milky Way Liberation Front
- 2010 Ghost (Be With Me)
- 2010 Break Away
- 2011 Detective K: Secret of the Virtuous Widow
- 2011 The Client
- 2015 Detective K: Secret of the Lost Island
- 2019 Jo Pil-ho: The Dawning Rage